# Giro di Sicilia 1958-1
Il Giro di Sicilia 1958-1, quindicesima edizione della corsa, si è svolto dal 15 al 20 aprile 1958 su un percorso di 1016,3 km, suddivisi in 6 tappe, per ciclisti indipendenti ad invito, con partenza e arrivo da Palermo. La vittoria fu appannaggio dell'italiano Carlo Azzini, che completò il percorso in 29h11'29", precedendo i connazionali Giambattista Milesi e Antonino Catalano. 
Catania fu scelta quale sede di tappa del XV Giro ciclistico di Sicilia.
Fra le novità introdotte, il Giro ciclistico della Sicilia andava assumendo sempre più il carattere di internazionalità, assicurandosi due selezioni, una svizzera e una francese, autorizzate dalle proprie Federazioni. Nell'ottobre 1958, venne svolta un'altra edizione, del Giro di Sicilia, come prova in linea.

## Tappe
| Tappa  | Data      | Percorso          | km     | Vincitore di tappa  | Leader cl. generale |
| ------ | --------- | ----------------- | ------ | ------------------- | ------------------- |
| 1ª     | 15 aprile | Palermo > Messina | 258    | Giambattista Milesi | Giambattista Milesi |
| 2ª     | 16 aprile | Messina > Catania | 96,7   | Rino Benedetti      | Carlo Azzini        |
| 3ª     | 17 aprile | Catania > Ragusa  | 101,6  | Giambattista Milesi | Carlo Azzini        |
| 4ª     | 18 aprile | Ragusa > Enna     | 140    | Rino Benedetti      | Carlo Azzini        |
| 5ª     | 19 aprile | Enna > Sciacca    | 181    | Silvestro La Cioppa | Carlo Azzini        |
| 6ª     | 20 aprile | Sciacca > Palermo | 239    | Giovanni Pettinati  | Carlo Azzini        |
| Totale | Totale    | Totale            | 1016,3 |                     |                     |

## Squadre e corridori partecipanti
Parteciparono 5 squadre ufficiali e un totale di 65 iscritti. Prima della partenza, la squadra svizzera si presentava con Adriano De Gasperi, la Faema guidata da Learco Guerra riproneva il vincitore della manifestazione dell'ultimo anno, Alberto Emiliozzi, come capogruppo, la Girardengo portava i siciliani Giuseppe Pecoraro e Antonino Catalano con Eugenio Bertoglio, la San Pellegrino di Gino Bartali contava su una schiera di 9 elementi.
E ancora, fra i partecipanti individuali fuori da gruppi sportivi, i vincitori di precedenti Giri, come Ugo Masocco, Gilberto Dell'Agata e Francesco Patti (2 edizioni vinte), Rino Benedetti, Giusti, Alfredo Pasotti, Giuseppe Ciarcià, Giacomo Zampieri.
| N. | Cod. | Squadra        |
| -- | ---- | -------------- |
|    |      | San Pellegrino |
|    |      | Faema          |
|    |      | Girardengo     |
|    |      | Svizzera       |
|    |      | Francia        |

## Dettagli delle tappe

### 1ª tappa
- 15 aprile: Palermo > Messina – 258 km

Risultati
| Pos. | Corridore           | Squadra        | Tempo    |
| ---- | ------------------- | -------------- | -------- |
| 1    | Giambattista Milesi | San Pellegrino | 6h35'34" |
| 2    | Giorgio Tinazzi     | San Pellegrino | a 2'27"  |
| 3    | Carlo Azzini        | San Pellegrino | s.t.     |

| Pos. | Corridore           | Squadra        | Tempo    |
| ---- | ------------------- | -------------- | -------- |
| 1    | Giambattista Milesi | San Pellegrino | 6h35'34" |
| 2    | Giorgio Tinazzi     | San Pellegrino | a 2'27"  |
| 3    | Carlo Azzini        | San Pellegrino | s.t.     |

### 2ª tappa
- 16 aprile: Messina > Catania – 96,700 km

Risultati
| Pos. | Corridore         | Squadra        | Tempo |
| ---- | ----------------- | -------------- | ----- |
| 1    | Rino Benedetti    | -              | s.t.  |
| 2    | Italo Mazzacurati | -              | s.t.  |
| 3    | Carlo Azzini      | San Pellegrino | s.t.  |

| Pos. | Corridore    | Squadra        | Tempo |
| ---- | ------------ | -------------- | ----- |
| 1    | Carlo Azzini | San Pellegrino | s.t.  |
| 2    | ?            |                |       |
| 3    | ?            |                |       |

### 3ª tappa
- 17 aprile: Catania > Ragusa – 101,60 km

Risultati
| Pos. | Corridore           | Squadra        | Tempo    |
| ---- | ------------------- | -------------- | -------- |
| 1    | Giambattista Milesi | San Pellegrino | 2h56'26" |
| 2    | Kurt Gimmi          | Svizzera       | s.t.     |
| 3    | Giorgio Tinazzi     | San Pellegrino | s.t.     |

| Pos. | Corridore           | Squadra        | Tempo     |
| ---- | ------------------- | -------------- | --------- |
| 1    | Carlo Azzini        | San Pellegrino | 12h00'11" |
| 2    | Giambattista Milesi | San Pellegrino | a 1'54"   |
| 3    | Giorgio Tinazzi     | San Pellegrino | s.t.      |

### 4ª tappa
- 18 aprile: Ragusa > Enna – 140 km

Risultati
| Pos. | Corridore           | Squadra        | Tempo    |
| ---- | ------------------- | -------------- | -------- |
| 1    | Rino Benedetti      | -              | 4h22'37" |
| 2    | Giambattista Milesi | San Pellegrino | s.t.     |
| 3    | Giovanni Pettinati  | Isolato        | s.t.     |

| Pos. | Corridore           | Squadra        | Tempo     |
| ---- | ------------------- | -------------- | --------- |
| 1    | Carlo Azzini        | San Pellegrino | 16h24'32" |
| 2    | Giambattista Milesi | San Pellegrino | a 10"     |
| 3    | Giorgio Tinazzi     | San Pellegrino | a 5'26"   |

### 5ª tappa
- 19 aprile: Enna > Sciacca – 181 km

Risultati
| Pos. | Corridore           | Squadra        | Tempo    |
| ---- | ------------------- | -------------- | -------- |
| 1    | Silvestro La Cioppa | San Pellegrino | 5h37'30" |
| 2    | Cesare Girardini    | Faema          | a 45"    |
| 3    | Armando Pellegrini  | Faema          | a 55"    |

| Pos. | Corridore           | Squadra        | Tempo     |
| ---- | ------------------- | -------------- | --------- |
| 1    | Carlo Azzini        | San Pellegrino | 22h02'37" |
| 2    | Giambattista Milesi | San Pellegrino | a 30"     |
| 3    | Giorgio Tinazzi     | San Pellegrino | a 5'46"   |

### 6ª tappa
- 20 aprile: Sciacca > Palermo – 239 km

Risultati
| Pos. | Corridore          | Squadra    | Tempo    |
| ---- | ------------------ | ---------- | -------- |
| 1    | Giovanni Pettinati | Atala      | 7h18'51" |
| 2    | Giuseppe Pecoraro  | Girardengo | s.t.     |
| 3    | Luigi Tezza        | Girardengo | s.t.     |

| Pos. | Corridore           | Squadra        | Tempo     |
| ---- | ------------------- | -------------- | --------- |
| 1    | Carlo Azzini        | San Pellegrino | 29h11'29" |
| 2    | Giambattista Milesi | San Pellegrino | a 40"     |
| 3    | Antonino Catalano   | Girardengo     | a 1'56"   |

## Evoluzione della classifica
| Tappa             | Vincitore           | Classifica generale Maglia giallo-rossa |
| ----------------- | ------------------- | --------------------------------------- |
| 1ª                | Giambattista Milesi | Giambattista Milesi                     |
| 2ª                | Rino Benedetti      | Carlo Azzini                            |
| 3ª                | Giambattista Milesi | Carlo Azzini                            |
| 4ª                | Rino Benedetti      | Carlo Azzini                            |
| 5ª                | Silvestro La Cioppa | Carlo Azzini                            |
| 6ª                | Giovanni Pettinati  | Carlo Azzini                            |
| Classifica finale | Classifica finale   | Carlo Azzini                            |

## Classifica finale
| Pos. | Corridore           | Squadra        | Tempo     |
| ---- | ------------------- | -------------- | --------- |
| 1    | Carlo Azzini        | San Pellegrino | 29h11'29" |
| 2    | Giambattista Milesi | San Pellegrino | a 40"     |
| 3    | Antonino Catalano   | Girardengo     | a 1'56"   |
| 4    | Giovanni Metra      | Faema          | a 8'09"   |
| 5    | Giuseppe Pecoraro   | Girardengo     | a 8'19"   |
| 6    | Giovanni Pettinati  | Atala          | a 9'37"   |
| 7    | Cesare Girardini    | Faema          | a 10'08"  |
| 8    | Giorgio Tinazzi     | San Pellegrino | a 10'16"  |
| 9    | Giacomo Fini        | Faema          | a 12'52"  |
| 10   | Silvestro La Cioppa | San Pellegrino | a 14'08"  |